# Одобешть (комуна, Димбовіца)
Одобешть, Одобешті (рум. Odobești) — комуна у повіті Димбовіца в Румунії. До складу комуни входять такі села (дані про населення за 2002 рік):
- Бринковяну (713 осіб)
- Зідуріле (951 особа)
- Крову (1360 осіб)
- Міулешть (570 осіб)
- Одобешть (1679 осіб)

Комуна розташована на відстані 46 км на північний захід від Бухареста, 35 км на південь від Тирговіште, 142 км на схід від Крайови, 115 км на південь від Брашова.

## Населення
За даними перепису населення 2002 року у комуні проживали 5273 особи.
Національний склад населення комуни:
| Національність | Кількість осіб | Відсоток |
| -------------- | -------------- | -------- |
| румуни         | 4906           | 93,0%    |
| цигани         | 364            | 6,9%     |
| угорці         | 1              | < 0,1%   |
| німці          | 1              | < 0,1%   |
| серби          | 1              | < 0,1%   |

Рідною мовою назвали:
| Мова      | Кількість осіб | Відсоток |
| --------- | -------------- | -------- |
| румунська | 5269           | 99,9%    |
| циганська | 2              | < 0,1%   |
| німецька  | 1              | < 0,1%   |
| сербська  | 1              | < 0,1%   |

Склад населення комуни за віросповіданням:
| Релігія       | Кількість осіб | Відсоток |
| ------------- | -------------- | -------- |
| православні   | 5012           | 95,1%    |
| п'ятдесятники | 137            | 2,6%     |
| адвентисти    | 72             | 1,4%     |
| не релігійні  | 15             | 0,3%     |
| бретрени      | 8              | 0,2%     |
| старообрядці  | 7              | 0,1%     |
| реформати     | 2              | < 0,1%   |
| баптисти      | 2              | < 0,1%   |

## Зовнішні посилання
- Дані про комуну Одобешть на сайті Ghidul Primăriilor